# Lotta greco-romana ai Giochi della XV Olimpiade - Pesi leggeri
La competizione della categoria pesi leggeri (fino a 67 kg) di lotta greco-romana dei Giochi della XV Olimpiade si è svolta dal 24 al 27 luglio 1952 al Töölö Sports Hall di Helsinki.

## Formato
Ad ogni incontro venivano assegnate le seguenti penalità:
- 0 = Al vincitore per schienata
- 1 = Al vincitore per decisione (verdetto di tre giudici)
- 3 = Allo sconfitto

Con cinque penalità o più il lottatore veniva eliminato.
I tre lottatori rimasti disputavano un torneo finale con i risultati acquisiti nel precedenti turni.

## Risultati
| Legenda                                  | Legenda |
| ---------------------------------------- | ------- |
| Lottatore con 5 penalità o più Eliminato |         |

### 1º Turno
Si è disputato il 24 luglio.
| Vincitore         | Pen. | Risultato | Sconfitto          | Pen. |
| ----------------- | ---- | --------- | ------------------ | ---- |
| Jan Cools         | 1    | 3:0       | Metty Scheitler    | 3    |
| Kamal Hussain     | 1    | 3:0       | Erich Schmidt      | 3    |
| Mikuláš Athanasov | 1    | 3;0       | Georgios Petmezas  | 3    |
| André Verdaine    | 1    | 3:0       | Zbigniew Szajewski | 3    |
| Franco Benedetti  | 0    | Schienata | Arístides Pérez    | 3    |
| Dumitru Cuc       | 0    | Schienata | Aage Eriksen       | 3    |
| Šazam Safin       | 1    | 3:0       | Raif Akbulut       | 3    |
| Gustav Freij      | 0    | Schienata | Jack Rasmussen     | 3    |
| Kalle Haapasalmi  | 1    | 3:0       | Heini Nettesheim   | 3    |
| Gyula Tarr        | 0    | Esentato  |                    |      |

### 2º Turno
Si è disputato il 25 luglio.
| Vincitore          | Pen. | Risultato | Sconfitto         | Pen. |
| ------------------ | ---- | --------- | ----------------- | ---- |
| Gyula Tarr         | 1    | 3:0       | Jan Cools         | 4    |
| Kamal Hussain      | 2    | 3:0       | Metty Scheitler   | 6    |
| Erich Schmidt      | 4    | 2:1       | Georgios Petmezas | 6    |
| Zbigniew Szajewski | 3    | Schienata | Arístides Pérez   | 6    |
| Mikuláš Athanasov  | 2    | 2:1       | André Verdaine    | 4    |
| Dumitru Cuc        | 1    | 3:0       | Franco Benedetti  | 3    |
| Šazam Safin        | 1    | Schienata | Aage Eriksen      | 6    |
| Gustav Freij       | 1    | 3:0       | Kalle Haapasalmi  | 4    |
| Jack Rasmussen     | 3    | Schienata | Heini Nettesheim  | 6    |
|                    |      | Ritirato  | Raif Akbulut      | -    |

### 3º Turno
Si è disputato il 26 luglio.
| Vincitore         | Pen. | Risultato | Sconfitto          | Pen. |
| ----------------- | ---- | --------- | ------------------ | ---- |
| Gyula Tarr        | 2    | 3:0       | Kamal Hussain      | 5    |
| Erich Schmidt     | 5    | 3:0       | Jan Cools          | 7    |
| Mikuláš Athanasov | 2    | Abbandono | Zbigniew Szajewski | 6    |
| Franco Benedetti  | 4    | 2:1       | André Verdaine     | 7    |
| Gustav Freij      | 2    | 3:0       | Dumitru Cuc        | 4    |
| Šazam Safin       | 1    | Schienata | Jack Rasmussen     | 6    |
| Kalle Haapasalmi  | 4    | Esentato  |                    |      |

### 4º Turno
Si è disputato il 26 luglio.
| Vincitore         | Pen. | Risultato | Sconfitto        | Pen. |
| ----------------- | ---- | --------- | ---------------- | ---- |
| Gyula Tarr        | 3    | 3:0       | Kalle Haapasalmi | 7    |
| Mikuláš Athanasov | 2    | Schienata | Franco Benedetti | 7    |
| Šazam Safin       | 2    | 3:0       | Dumitru Cuc      | 7    |
| Gustav Freij      | 2    | Esentato  |                  |      |

### 5º Turno
Si è disputato il 27 luglio.
| Vincitore    | Pen. | Risultato | Sconfitto         | Pen. |
| ------------ | ---- | --------- | ----------------- | ---- |
| Gustav Freij | 3    | 3:0       | Gyula Tarr        | 6    |
| Šazam Safin  | 2    | Schienata | Mikuláš Athanasov | 5    |

### Turno finale
Si è disputato il 27 luglio.
| Vincitore    | Pen. | Risultato | Sconfitto         | Pen. |
| ------------ | ---- | --------- | ----------------- | ---- |
| Šazam Safin  |      | Schienata | Mikuláš Athanasov |      |
| Gustav Freij |      | Schienata | Mikuláš Athanasov |      |
| Šazam Safin  |      | 3:0       | Gustav Freij      |      |

1. ↑  Disputata nel 5º turno

## Classifica finale
| Pos.    | Atleta             | Nazione          | V.S. |
| ------- | ------------------ | ---------------- | ---- |
| Oro     | Šazam Safin        | Unione Sovietica | 2-0  |
| Argento | Gustav Freij       | Svezia           | 1-1  |
| Bronzo  | Mikuláš Athanasov  | Cecoslovacchia   | 0-2  |
| 4       | Gyula Tarr         | Ungheria         |      |
| 5       | Kalle Haapasalmi   | Finlandia        |      |
| 5       | Franco Benedetti   | Italia           |      |
| 5       | Dumitru Cuc        | Romania          |      |
| 8       | Kamal Hussain      | Egitto           |      |
| 8       | André Verdaine     | Francia          |      |
| 8       | Erich Schmidt      | Saar             |      |
| 11      | Jack Rasmussen     | Danimarca        |      |
| 11      | Zbigniew Szajewski | Polonia          |      |
| 13      | Jan Cools          | Belgio           |      |
| 14      | Georgios Petmezas  | Grecia           |      |
| 15      | Heini Nettesheim   | Germania         |      |
| 15      | Arístides Pérez    | Guatemala        |      |
| 15      | Metty Scheitler    | Lussemburgo      |      |
| 15      | Aage Eriksen       | Norvegia         |      |
| 19      | Raif Akbulut       | Turchia          |      |